# Templo do vale
Templo do vale ou templo de acolhimento era um edifício da arquitetura do Antigo Egito. Não se conhece exactamente a sua função, mas pensa-se que serviria para receber o corpo do rei morto, sendo nele que se realizaria o processo de mumificação. Nos últimos tempos tem sido igualmente sugerido que seria também um local de encontro entre o rei e os deuses.
Os templos do vale eram construídos junto ao rio Nilo ou nos canais que comunicavam com o Nilo, possuindo um cais de acesso. Estavam ligados ao templo funerário por um caminho lajeado que poderia ser coberto e com paredes decoradas com baixos-relevos.
O templo do vale mais antigo que se conhece é o do rei Seneferu, da IV dinastia (Império Antigo).
O templo do vale do complexo funerário de Unas era acessível a partir do Nilo graças a uma rampa, sendo composto por um pórtico com oito colunas, que dava acesso a uma sala.
A partir do Reino Médio estes templos não são construídos apenas para os reis, mas também para altos funcionários.